# Alexander Edmondson
Alexander Edmondson (ur. 22 grudnia 1993 w Miri w Malezji) – australijski kolarz torowy i szosowy, zawodnik należącej do dywizji UCI WorldTeams drużyny Mitchelton-Scott. Wicemistrz olimpijski i czterokrotny medalista torowych mistrzostw świata.

## Kariera
Pierwszy sukces w karierze Alexander Edmondson osiągnął w 2011 roku, kiedy wspólnie z kolegami z reprezentacji zdobył złoty medal w drużynowym wyścigu na dochodzenie podczas torowych mistrzostw świata juniorów. W latach 2011–2013 zdobywał także złote medale mistrzostw Australii w tej samej konkurencji. W 2013 roku brał udział w mistrzostwach świata w Mińsku, gdzie reprezentacja Australii w składzie: Glenn O’Shea, Alexander Edmondson, Michael Hepburn i Alexander Morgan była najlepsza. Startuje również w wyścigach szosowych, ale bez większych sukcesów. Na rozgrywanych rok później mistrzostwach świata w Cali wspólnie z Davisonem, O’Shea i Mulhernem zdobył kolejny drużynowy złoty medal. Na tych samych mistrzostwach był też najlepszy indywidualnie, wyprzedzając bezpośrednio Szwajcara Stefana Künga i Marka Ryana z Nowej Zelandii. Ponadto w 2016 roku Australijczycy z Edmondsonem w składzie zdobyli srebrny medal na igrzyskach olimpijskich w Rio de Janeiro.
Jego starsza siostra Annette Edmondson również jest kolarką.